# Valerio Piva

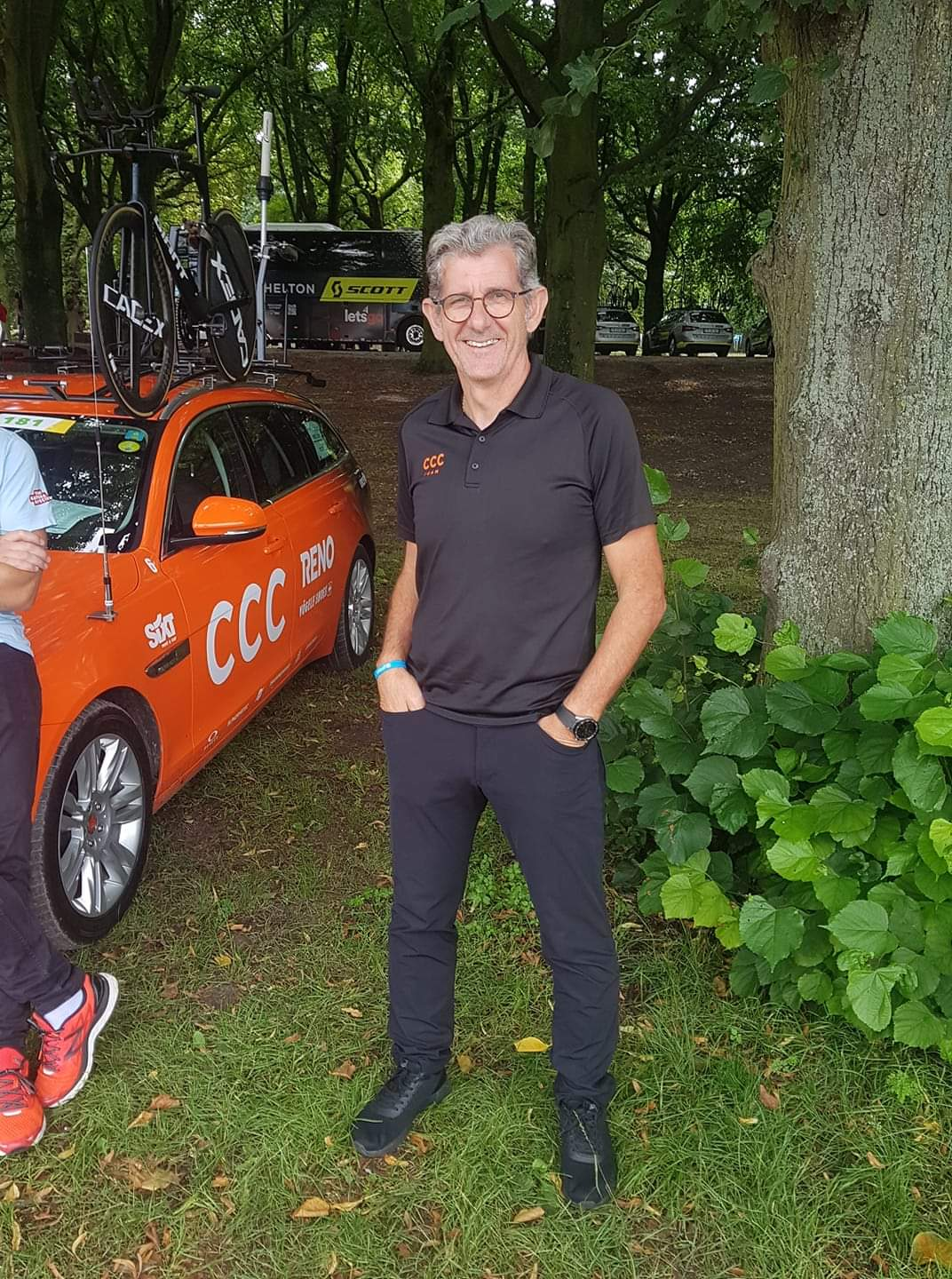
Valerio Piva (2019)

Valerio Piva (* 5. Juli 1958 in Ceresara, Italien) ist ein ehemaliger italienischer Radrennfahrer und späterer Sportlicher Leiter.

## Sportliche Laufbahn
1977 gewann Piva einen nationalen Meistertitel, als er mit seinem Team bei der italienischen Meisterschaft in der Mannschaftsverfolgung siegte. Die Internationale Friedensfahrt 1980 beendete er auf Platz 28 (bei einem Etappensieg). Piva wurde 1982 Profi bei Bianchi-Piaggio. Während seiner Karriere als Aktiver bestritt er fünfmal den Giro d’Italia und einmal die Tour de France, bevor er nach Ablauf der Saison 1991 seine Laufbahn beendete.

## Berufliches
Nach seiner Karriere als Radrennfahrer machte sich Piva zunächst als Sportlicher Leiter von kleineren Radsportteams einen Namen. Im Jahr 2002 wurde er Sportlicher Leiter der italienischen Mannschaft Mapei und ab 2005 des ProTeams T-Mobile dem späteren HTC-Highroad. Es folgten Engagements u. a. beim Team Katusha und dem BMC Racing Team.

## Privates
Valerio Piva ist der Schwiegersohn des ehemaligen belgischen Radprofis Yvo Molenaers.

## Teams
- 1982–1984 Bianchi-Piaggio
- 1985–1986 Sammontana-Bianchi
- 1987–1991 Ariostea

## Erfolge
1980
- eine Etappe Friedensfahrt

1983
- Mannschaftszeitfahren Giro d’Italia